# Samsø (općina)
Samsø je općina u danskoj regiji Središnji Jutland.

## Zemljopis
Općina se nalazi u na otoku Samsø u morskome tjesnacu Kattegat, prositire se na 114,26 km2.

## Stanovništvo
Prema podacima o broju stanovnika iz 2010. godine općina je imala 4.010 stanovnika, dok je prosječna gustoća naseljenosti 35,1 stan/km2. Središte općine je naselje Tranebjerg.

### Veća naselja
| Veća naselja u općini |            |                    |
| Br.                   | Naselje    | Stanovnika (2010.) |
| 1.                    | Tranebjerg | 803                |
| 2.                    | Onsbjerg   | 246                |
| 3.                    | Nordby     | 245                |

## Vanjske poveznice
- Službena stranica općine